# Растеш
Растеш (на македонска литературна норма: Растеш) е село в Северна Македония, в община Брод (Македонски Брод).

## География
Селото се намира в областта Поречие на Мала река.

## История
На километър северно от селото, над устието на Требовска река в Църнешница са остатъците от средновековната крепост Кула.
Църквата „Света Богородица“ е средновековна, но не е известно времето на първоначалното ѝ изграждане.
В XIX век Растеш е село в Поречка нахия на Кичевска каза на Османската империя. В „Етнография на вилаетите Адрианопол, Монастир и Салоника“, издадена в Константинопол в 1878 година и отразяваща статистиката на населението от 1873 година Растеш (Rastèche) е посочено като село с 13 домакинства с 68 жители българи.
Според статистиката на Васил Кънчов („Македония. Етнография и статистика“) от 1900 година Растеш е населявано от 245 жители българи християни.
На Етнографската карта на Битолския вилает на Картографския институт в София от 1901 година Растей е чисто българско село в Кичевската каза на Битолския санджак с 25 къщи.
Цялото село в началото на XX век е сърбоманско. Според митрополит Поликарп Дебърски и Велешки в 1904 година в Растеш има 36 сръбски къщи. По данни на секретаря на Българската екзархия Димитър Мишев („La Macédoine et sa Population Chrétienne“) в 1905 година в Растеш има 240 българи патриаршисти сърбомани.
След Междусъюзническата война в 1913 година селото попада в Сърбия.
Църквата „Свети Йоан“ е от 1920, а „Свети Никола“ – от 1925 година.
На етническата си карта на Северозападна Македония в 1929 година Афанасий Селишчев отбелязва Растеш като българско село.
Според преброяването от 2002 година селото има 58 жители – 57 македонци и 1 сърбин.